# No Way Out
No Way Out je debutové studiové album amerického hudebního producenta a rappera Seana Combse, vydané pod názvem Puff Daddy & the Family. Bylo vydáno 22. července 1997 u Combsovy nahrávací společnosti Bad Boy Records. Hudební produkci alba zajistil převážně Combs se svým týmem producentů zvaným The Hitmen.
V roce 1998 bylo nominováno na čtyři ceny Grammy; získalo jednu za nejlepší rapové album roku. Z alba pochází dva "number-one" hity "Can't Nobody Hold Me Down" a "I'll Be Missing You".

## O Albu
Nahrávání alba započalo v roce 1996. Po vraždě rappera The Notorious B.I.G. z března 1997, který byl Combsovým přítelem a členem jeho labelu Bad Boy Records, bylo vydání alba odloženo, aby Combs mohl nahrát více emocionální písně, na kterých zveřejnil své pocity ze smrti přítele. Původně mělo nést název Hell Up in Harlem, ale po oné tragické události byl změněn koncept natolik, že album získalo i nové jméno, a to fatalistické No Way Out.

## Singly
Prvním singlem byla zvolena píseň "Can't Nobody Hold Me Down" (ft. Mase), ta ukazovala původní zaměření alba ještě za názvu Hell Up in Harlem. Postupně se vyšplhala až na první místo v americkém žebříčku Billboard Hot 100. V USA se jí prodalo přes dva miliony kusů.
V březnu 1997 byl Combs zasažen smrtí svého přítele, a proto album přepracoval. Mezi prvními dvěma singly tak uběhly více než tři měsíce. Vzpomínková píseň "I'll Be Missing You", na které zpívala refrén vdova po Biggiem - zpěvačka Faith Evans; se stala hitem. Vyhoupla se na první místo americké hitparády a vydržela tam po jedenáct týdnů v řadě. V USA se jí prodalo přes tři miliony kusů, úspěšná byla i mezinárodně. Celosvětově se jí prodalo přes osm milionů; avšak Combs si včas nevyřešil všechna povolení pro využití samplu písně "Every Breath You Take" od The Police, a proto byl jediným příjemce vydělaných peněz zpěvák Sting.
Singly "It's All About the Benjamins" (Remix) (ft. The Notorious B.I.G., Lil' Kim a The L.O.X.) a "Been Around the World" (ft. The Notorious B.I.G. a Mase) se v USA oba umístily na druhé příčce žebříčku Billboard Hot 100. "Been Around the World" se stal platinovým.
Poslední singl "Victory" (ft. The Notorious B.I.G. a Busta Rhymes) se umístil na 19. příčce a stal se zlatým. Videoklip k této písni je jedním z nejdražších v historii; náklady se vyšplhaly přes 2,7 milionu amerických dolarů.

## Po vydání
Album debutovalo na první příčce amerického žebříčku Billboard 200 s 561 000 prodanými kusy za první týden prodeje. V září 2000 obdrželo certifikaci 7x platinová deska od americké asociace RIAA za sedm milionů prodaných kusů.

## Seznam skladeb
| Pořadí         | Název                                                                                 | Hudba               | Délka |
| -------------- | ------------------------------------------------------------------------------------- | ------------------- | ----- |
| 1.             | "No Way Out" (Intro)                                                                  | The Hitmen          | 1:22  |
| 2.             | Victory (ft. The Notorious B.I.G. a Busta Rhymes)                                     | The Hitmen          | 4:56  |
| 3.             | Been Around the World (ft. The Notorious B.I.G. a Mase)                               | The Hitmen          | 5:25  |
| 4.             | What You Gonna Do?                                                                    | The Hitmen          | 4:55  |
| 5.             | Don't Stop What You're Doing (ft. Lil Kim a Kelly Price)                              | The Hitmen          | 3:58  |
| 6.             | If I Should Die Tonight (intermezzo) (ft. Carl Thomas)                                | The Hitmen          | 2:59  |
| 7.             | Do You Know? (ft. Kelly Price)                                                        | The Hitmen          | 6:06  |
| 8.             | Young G's (ft. Jay-Z, The Notorious B.I.G. a Kelly Price)                             | Rashad Smith        | 5:25  |
| 9.             | I Love You Baby (ft. Black Rob)                                                       | The Hitmen          | 4:03  |
| 10.            | It's All About the Benjamins (Remix) (ft. The L.O.X., Lil Kim a The Notorious B.I.G.) | The Hitmen          | 4:38  |
| 11.            | Pain (ft. Carl Thomas)                                                                | The Hitmen          | 5:08  |
| 12.            | Is This the End? (ft. Carl Thomas, Ginuwine a Twista)                                 | The Hitmen          | 4:34  |
| 13.            | I Got the Power (ft. The L.O.X.)                                                      | The Hitmen, Big Jaz | 4:05  |
| 14.            | Friend (ft. Foxy Brown a Simone Hines)                                                | The Hitmen          | 6:37  |
| 15.            | Señorita                                                                              | The Hitmen          | 4:07  |
| 16.            | I'll Be Missing You (ft. Faith Evans a 112)                                           | The Hitmen          | 5:43  |
| 17.            | Can't Nobody Hold Me Down (ft. Mase)                                                  | The Hitmen          | 3:51  |
| Celková délka: | Celková délka:                                                                        | Celková délka:      | 67:52 |

### Samply
- "Victory" obsahuje části písně "Going the Distance" od Bill Conti.
- "Been Around the World" obsahuje části písní "Let's Dance" od David Bowie, "Feeling Good" (remix) od Roy Ayers a "All Around the World" od Lisa Stansfield.
- "What You Gonna Do?" obsahuje části písně "It's Over" od Eddie Holman.
- "Don't Stop What You're Doing" obsahuje části písní "Don't Stop the Music" od Yarbrough and Peoples a "You Haven't Done Nothin'" od Stevie Wonder.
- "If I Should Die Tonight" obsahuje části písně "If I Should Die Tonight" od Marvin Gaye.
- "Do You Know?" obsahuje části písní "Concentrate" od The Gaturs a "Theme from Mahogany (Do You Know Where You're Going to)" od Diana Ross.
- "Young G's" obsahuje části písní "On the Hill" od Oliver Sain, "Little Ghetto Boy" od Donny Hathaway, "Vapors" od Biz Markie a "Unbelievable" od The Notorious B.I.G.
- "I Love You Baby" obsahuje části písně "Xtabay (Lure Of The Unknown Love)" od Yma Sumac.
- "It's All About the Benjamins" obsahuje části písní "I Did It For Love" od Love Unlimited Orchestra, "It's Great to Be Here" od The Jackson 5 a "Jungle Boogie" od Kool & The Gang.
- "Pain" obsahuje části písně "Let's Stay Together" od Roberta Flack.
- "Is This the End?" obsahuje části písně "Is This the End" od New Edition.
- "I Got the Power" obsahuje části písně "Don't Wanna Come Back" od Mother's Finest.
- "Friend" obsahuje části písně "Person to Person" od Average White Band.
- "Señorita" obsahuje části písní "Little Lady Maria" od Ohio Players a "No Me Conviene" od La India.
- "I'll Be Missing You" obsahuje části písní "Every Breath You Take" od The Police a "Adagio for Strings" od Samuel Barber.
- "Can't Nobody Hold Me Down" obsahuje části písní "Break My Stride" od Matthew Wilder, "The Message" od Grandmaster Flash and The Furious Five, "Atomic Dog" od George Clinton, "Big Beat" od Billy Squier a "Rock With You" od Michael Jackson.

## Mezinárodní žebříčky
| Země                     | Umístění |
| ------------------------ | -------- |
| Austrálie                | 17       |
| Kanada                   | 1        |
| Nizozemsko               | 6        |
| Nový Zéland              | 12       |
| UK Albums Chart          | 8        |
| US Billboard 200         | 1        |
| US Billboard R&B/Hip-Hop | 1        |